# Electro Oriente
Electro Oriente (ELOR) es una empresa de derecho privado de la industria de la energía eléctrica que suministra a los departamentos de Loreto, San Martín, Cajamarca y Amazonas. su sede principal está ubicada en Iquitos, Perú. Tiene una capacidad instalada de casi 165 MW. Esta certificada y regulada por el Ministerio de Energía y Minas del Perú.
En el año 2023, la cantidad de clientes con contrato de condiciones uniformes vigente fue de 579.359

## Historia
La empresa fue fundada el 1 de julio de 1984, con la promulgación de Ley N.° 23406 “Ley General de Electricidad”
La empresa inició un proyecto de ampliación de su central térmica en agosto de 2012, por medio de la adquisición de tres grupos electrógenos Wärtsilä con una potencia total de 23 megavatios, para evitar el ruido y facilitar su cobertura eléctrica en Iquitos. Junto a este proyecto, Electro Oriente espera ampliar su servicio a Cajamarca y Amazonas, y adquirir la energía eléctrica de una empresa privada en 2013 para mejorar su rendimiento.

## Controversias
Electro Oriente experimentó una condición desfavorable en su contra en agosto de 2011, luego que la Alcaldía de Punchana se percató de la presencia de derrame de petróleo en el río Itaya. La empresa se responsabilizó del incidente, después que fue acusada de «delitos contra la ecología». Para contrarrestar el impacto ambiental, Electro Oriente usó una «barrera plástica» para retener el petróleo.